# Huruta
Huruta är en ort i Etiopien.   Den ligger i regionen Oromia, i den centrala delen av landet, 120 km sydost om huvudstaden Addis Abeba. Huruta ligger 2 030 meter över havet och antalet invånare är 12 442.
Terrängen runt Huruta är huvudsakligen kuperad, men den allra närmaste omgivningen är platt. Terrängen runt Huruta sluttar norrut. Runt Huruta är det ganska tätbefolkat, med 185 invånare per kvadratkilometer. Det finns inga andra samhällen i närheten. Trakten runt Huruta består till största delen av jordbruksmark.